# Nowogard
Nowogard (Duits: Naugard) is een stad in de Poolse woiwodschap West-Pommeren, gelegen in de powiat Goleniowski. De oppervlakte bedraagt 12,46 km², het inwonertal 16.733 (2005).

## Verkeer en vervoer
- Station Nowogard